# Sersi
Sersi é uma personagem das histórias em quadrinhos do Universo Marvel, publicado pela Marvel Comics. Ela apareceu pela primeira vez em The Eternals #3 (setembro de 1976) e foi criada por Stan Lee, Jack Kirby e Robert Bernstein. Ela é um membro dos Eternos, uma raça de super-humanos do Universo Marvel. Na sua primeira história ela se refere ao seu encontro com Ulisses, episódio que teria dado forma ao mito grego da feiticeira Circe. É bastante travessa, luxuriosa e gosta de se divertir acima de tudo. No entanto, ela ainda é uma boa pessoa, e ja foi membro dos Vingadores.
Após sua primeira aparição, sua continuidade na Marvel Comics passou por um retcon para que a personagem, apresentada como a feiticeira mitológica Circe, introduzida em Strange Tales # 109 (junho de 1963), fosse, de fato, Sersi.

## Biografia

### Origem
Sersi é um membro da quarta geração dos Eternos. Ela é filha dos Eternos Helios e Perse, e nasceu provavelmente em Olímpia, na Grécia, algum tempo depois do "Grande Cataclismo" que destruiu os continentes da Atlântida e da Lemúria, durante uma era glacial prolongada conhecida como a Era Hiboriana. Quando mais jovem, Sersi decidiu ser diferente de seus companheiros Eternos em seu desejo de viver entre os seres humanos. Foi durante seu tempo na antiga Mesopotâmia que Sersi conheceu o Capitão América, que havia voltado no tempo. Enquanto Sersi ainda tinha a aparência de uma criança neste momento, na verdade, ela já tinha milhares de anos de idade.
Alguns milhares de anos depois, Sersi foi baseada na Grécia Antiga, onde conheceu o poeta Homero, que mais tarde escreveria uma das primeiras obras da literatura ocidental, A Odisséia. A personagem Circe, que vivia em uma ilha no Mar Egeu chamado Ea, e transformou os homens do herói Odisseu em porcos, foi baseado em Sersi.[carece de fontes?]
Foi Sersi, sob o nome de Circe, que aprisionou os diabinhos na Caixa de Pandora tempos antigos. Ao contrário da maioria de seus colegas Eternos, que permanecem em suas cidades escondidas, Sersi se revela em sua humanidade e viveu entre os humanos mais do que qualquer outro Eterno, exceto o Esquecido. Assim, não é surpresa descobrir que Sersi viveu em vários lugares de importância histórica, como a Roma de Nero, até Camelot, a corte do lendário Rei Artur, onde ela ajudou Merlim, o mago, a derrotar um impostor que usurpara sua posição. Sersi lutou ao lado de Thor no cerco viking de Paris, embora ele não estivesse ciente disso. Ela tem sido dançarina, atriz, mágico do palco, hedonista e aventureira.
Morte
Mais tarde, quando O Último Anfitrião chegou à Terra, Sersi e todos os Eternos se mataram após terem compreendido o verdadeiro propósito para o qual foram criados. Seu corpo é visto quando o Homem de Ferro e o Doutor Estranho viajam para as montanhas da Grécia, para tentar obter algumas respostas dos Eternos.

## Poderes e Habilidades

### Poderes
Como um Eterno da Terra, Sersi é descendente dos Eternos originais criados pelos Celestiais e ainda fortalecido pelas experiências de Cronos com a força vital cósmica.
- Quase Imortal: Eternos como Sersi possuem total controle consciente sobre suas estruturas moleculares, que são reforçadas pela energia cósmica. Como resultado, eles são praticamente imortais e indestrutíveis, eles são invulneráveis a qualquer força mais fraca que suas próprias energias cósmicas ou total desintegração molecular.

- Super Força: Sersi pode levantar / pressionar pelo menos 20 toneladas, no entanto, ela pode aumentar isso através de suas habilidades de levitação e telecinese.

- Resistência Sobre-Humana: Sersi tem uma resistência incrível.[carece de fontes?]
- Fator de Cura Regenerativo: Nas raras ocasiões em que Sersi é fisicamente prejudicada por alguma força extrema, ela pode se curar usando seus poderes de controle molecular. Sersi uma vez reconstruiu seu próprio braço depois que ele foi desintegrado por uma arma Deviante.[5]
- Telepatia: Sersi pode se comunicar psiquicamente, ler mentes e projetar seus pensamentos em outras pessoas. Ela pode obrigar os distraídos ou mentes fracas a realizarem seus pedidos através da hipnose.[6]
- Ilusões: Sersi é habilidosa no uso de ilusões. Suas ilusões afetam todos os cinco sentidos e são praticamente indistinguíveis da "coisa real". Ela é considerada uma Classe 4 de 5 Eterna quando se trata de sua habilidade em fundição por ilusão, com apenas Sprite conhecido por ser mais habilidoso do que ela. As ilusões de Sersi são tão eficazes que muitas vezes é difícil dizer se ela está empregando ilusões ou suas habilidades de rearranjamento de matéria.[7]
- Telecinesia: Ela pode mover e manipular mentalmente objetos, criaturas vivas e voar.
- Voo: Como subproduto da telecinese, Sersi pode voar em alta velocidade.
- Projeção de energia cósmica: Sersi é capaz de projetar explosões de energia cósmica de suas mãos ou olhos, sob a forma de luz, calor ou força de concussão.
- Teletransporte: Ela pode se teletransportar juntamente com outros através de grandes distâncias, embora isso seja desagradável para os Eternos.[8]
- Transmutação de matéria: Sersi é capaz de transmutar quase qualquer item ou estar em quase tudo o que ela deseja. Ela é 'perita nível 5', o nível mais alto que um Eterno pode alcançar em tais categorias.[7]

### Habilidades
- Designer de moda experiente: Sersi é uma designer de moda talentosa, muitas vezes usando seus poderes para trocar de roupa “enquanto está em movimento”.[6]
- Dançarina Graciosa: Sersi é uma excelente dançarina.[9]
- Multilingue: Ela sabe falar muitos idiomas antigos / mortos, tendo vivido durante o tempo em que foram falados.[10] Possivelmente por telepatia, ela sabia a língua Kree.[11]

## Outras versões
Sersi tem muitas outras versões no multiverso, mas muitas delas foram aparentemente mortas pelo próprio Proctor.

### Mutante X
Em Mutante X, Sersi, juntamente com outros Eternos e Inumanos, confrontam a dupla assassina Drácula e Beyonder em Washington, D.C.. Todos acabam mortos.

## Outras mídias

### Televisão
- Sersi aparece em Marvel Knights:Eternals, originalmente dublada por Kelly Sheridan.[13]

### Cinema
- A personagem foi confirmada no filme dos Eternos e fez sua estreia no Universo Cinematográfico Marvel em novembro de 2021.[14] Sersi foi interpretada pela atriz Gemma Chan.[15][16]